# Liste des voies du 7e arrondissement de Paris
Cet article donne une liste des voies du 7e arrondissement de Paris, en France.

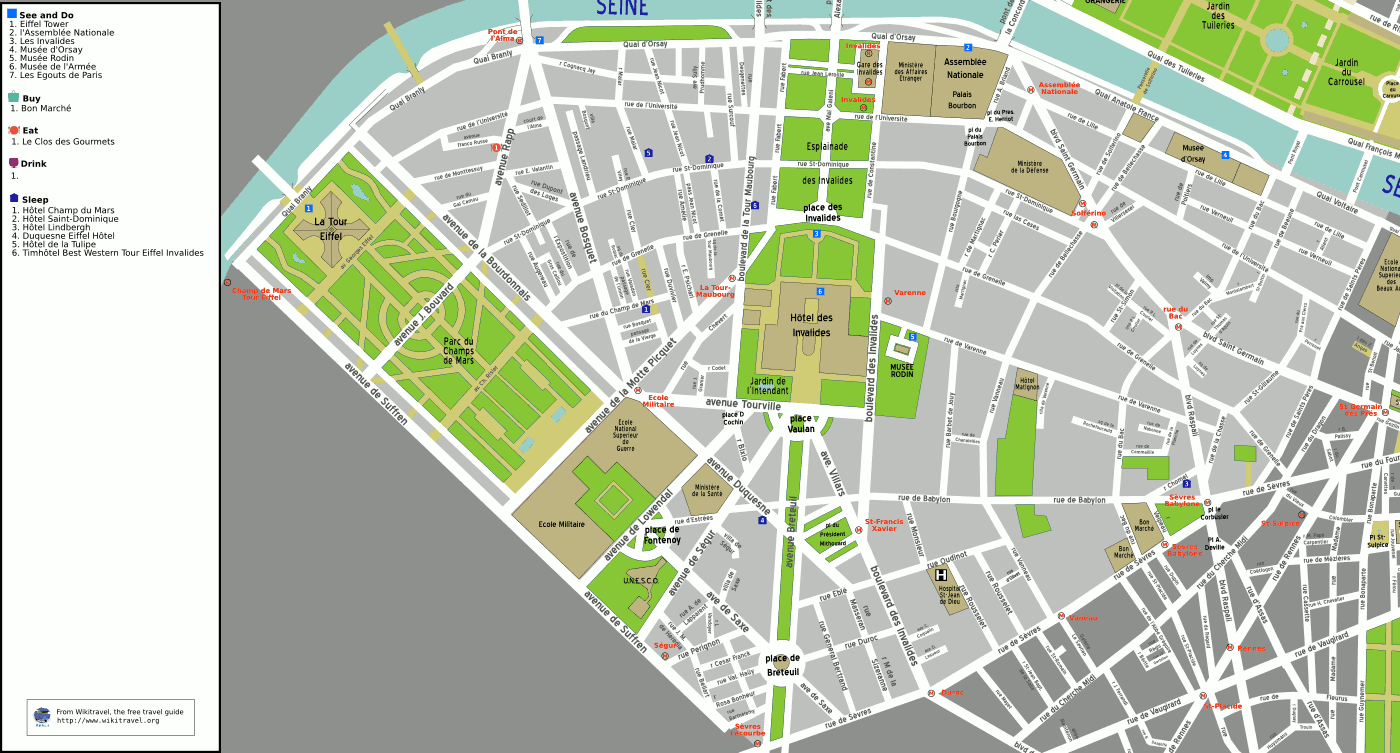
Plan du 7e arrondissement de Paris.

## Liste

### A
- Haut – A
- B
- C
- D
- E
- F
- G
- H
- I
- J
- K
- L
- M
- N
- O
- P
- Q
- R
- S
- T
- U
- V
- W
- X
- Y
- Z

- Voie A/7 (Voie sans nom de Paris)
- Allée Adrienne-Lecouvreur
- Rue Albert-de-Lapparent
- Pont Alexandre-III
- Rue Allent
- Cité de l'Alma
- Pont de l'Alma
- Rue Amélie
- Avenue Anatole-France
- Quai Anatole-France
- Place André-Tardieu
- Rue Aristide-Briand
- Rue Augereau

### B
- Haut – A
- B
- C
- D
- E
- F
- G
- H
- I
- J
- K
- L
- M
- N
- O
- P
- Q
- R
- S
- T
- U
- V
- W
- X
- Y
- Z

- Voie B/7 (Voie sans nom de Paris)
- Rue de Babylone
- Rue du Bac
- Rue Barbet-de-Jouy
- Avenue Barbey-d'Aurevilly
- Rue de Beaune
- Allée de Beaupassage-Antoine-Alléno
- Rue de Belgrade
- Rue de Bellechasse
- Promenade des Berges-de-la-Seine-André-Gorz
- Promenade Bernard-Zehrfuss
- Rue Bixio
- Rond-point du Bleuet-de-France
- Avenue Bosquet
- Rue Bosquet
- Villa Bosquet
- Rue Bougainville
- Rue de Bourgogne
- Quai Branly
- Avenue de Breteuil
- Place de Breteuil
- Rue de Buenos Aires

### C
- Haut – A
- B
- C
- D
- E
- F
- G
- H
- I
- J
- K
- L
- M
- N
- O
- P
- Q
- R
- S
- T
- U
- V
- W
- X
- Y
- Z

- Pont du Carrousel
- Rue Casimir-Périer
- Rue de la Chaise
- Rue de Champagny
- Rue du Champ-de-Mars
- Rue Champfleury
- Rue de Chanaleilles
- Avenue Charles-Floquet
- Avenue Charles-Risler
- Allée Charlotte-Perriand
- Rue Chevert
- Rue Chomel
- Allée Christian-Pineau
- Allée Claude-Montal
- Rue Cler
- Rue Cognacq-Jay
- Rue du Colonel-Combes
- Rue de la Comète
- Rue de Commaille
- Pont de la Concorde
- Avenue Constant-Coquelin
- Rue de Constantine
- Rue de Courty

### D
- Haut – A
- B
- C
- D
- E
- F
- G
- H
- I
- J
- K
- L
- M
- N
- O
- P
- Q
- R
- S
- T
- U
- V
- W
- X
- Y
- Z

- Voie D/7 (Voie sans nom de Paris)
- Avenue Daniel-Lesueur
- Esplanade David Ben Gourion
- Passerelle Debilly
- Place Denys-Cochin
- Rue Desgenettes
- Avenue du Docteur-Brouardel
- Rue Dupont-des-Loges
- Avenue Duquesne
- Rue Duroc
- Rue Duvivier

### E
- Haut – A
- B
- C
- D
- E
- F
- G
- H
- I
- J
- K
- L
- M
- N
- O
- P
- Q
- R
- S
- T
- U
- V
- W
- X
- Y
- Z

- Voie E/7 (Voie sans nom de Paris)
- Rue Éblé
- Place de l'École-Militaire
- Rue Edmond-Valentin
- Place Edwige-Feuillère
- Avenue Élisée-Reclus
- Place El Salvador
- Promenade Édouard-Glissant
- Avenue Émile-Acollas
- Avenue Émile-Deschanel
- Avenue Émile-Pouvillon
- Rue Ernest-Psichari
- Rue d'Estrées
- Rue de l'Exposition

### F
- Haut – A
- B
- C
- D
- E
- F
- G
- H
- I
- J
- K
- L
- M
- N
- O
- P
- Q
- R
- S
- T
- U
- V
- W
- X
- Y
- Z

- Voie F/7 (Voie sans nom de Paris)
- Rue Fabert (Paris)
- Place de Finlande
- Place de Fontenoy - UNESCO
- Avenue Franco-Russe
- Avenue Frédéric-Le-Play

### G
- Haut – A
- B
- C
- D
- E
- F
- G
- H
- I
- J
- K
- L
- M
- N
- O
- P
- Q
- R
- S
- T
- U
- V
- W
- X
- Y
- Z

- Place Gabriel-García-Márquez
- Rue Gaston-Gallimard
- Rue du Général-Bertrand
- Rue du Général-Camou
- Avenue du Général-Détrie
- Avenue du Général-Ferrié
- Place du Général-Gouraud
- Rue du Général-Lambert
- Avenue du Général-Marguerite
- Cité du Général-Négrier
- Carrefour du Général-Jacques-Pâris-de-Bollardière
- Avenue du Général-Tripier
- Promenade Gisèle-Halimi
- Rue de Grenelle
- Rue de Gribeauval
- Port du Gros-Caillou
- Rue du Gros-Caillou
- Avenue Gustave-Eiffel

### H
- Haut – A
- B
- C
- D
- E
- F
- G
- H
- I
- J
- K
- L
- M
- N
- O
- P
- Q
- R
- S
- T
- U
- V
- W
- X
- Y
- Z

- Esplanade Habib-Bourguiba
- Rue Henri-Moissan
- Place Henry-de-Montherlant

### I
- Haut – A
- B
- C
- D
- E
- F
- G
- H
- I
- J
- K
- L
- M
- N
- O
- P
- Q
- R
- S
- T
- U
- V
- W
- X
- Y
- Z

- Pont d'Iéna
- Boulevard des Invalides
- Esplanade des Invalides
- Place des Invalides
- Pont des Invalides
- Port des Invalides

### J
- Haut – A
- B
- C
- D
- E
- F
- G
- H
- I
- J
- K
- L
- M
- N
- O
- P
- Q
- R
- S
- T
- U
- V
- W
- X
- Y
- Z

- Place Jacques-Bainville
- Esplanade Jacques-Chaban-Delmas
- Quai Jacques-Chirac
- Place Jacques-Rueff
- Rue Jean-Carriès
- Passage Jean-Nicot
- Rue Jean-Nicot
- Allée Jean-Paulhan
- Place Joffre
- Rue José-Maria-de-Heredia
- Avenue Joseph-Bouvard
- Rue Joseph-Granier
- Rue Juliette-Récamier

### L
- Haut – A
- B
- C
- D
- E
- F
- G
- H
- I
- J
- K
- L
- M
- N
- O
- P
- Q
- R
- S
- T
- U
- V
- W
- X
- Y
- Z

- Avenue de La Bourdonnais
- Avenue de La Motte-Picquet
- Rue de La Planche
- Square de La Rochefoucauld
- Boulevard de La Tour-Maubourg
- Square de La Tour-Maubourg
- Passage Landrieu
- Rue Las-Cases
- Place Le Corbusier
- Rue de la Légion-d'Honneur
- Allée Léon-Bourgeois
- Place Léon-Paul-Fargue
- Rue Léon-Vaudoyer
- Passerelle Léopold-Sédar-Senghor
- Port de La Bourdonnais
- Rue de Lille
- Rue Louis-Codet
- Avenue de Lowendal
- Rue de Luynes
- Square de Luynes

### M
- Haut – A
- B
- C
- D
- E
- F
- G
- H
- I
- J
- K
- L
- M
- N
- O
- P
- Q
- R
- S
- T
- U
- V
- W
- X
- Y
- Z

- Rue Malar
- Avenue du Maréchal-Gallieni
- Rue du Maréchal-Harispe
- Rue Marinoni
- Cité Martignac
- Rue de Martignac
- Rue Masseran
- Allée Maurice-Baumont
- Parvis Maurice-Druon
- Rue Maurice-de-La-Sizeranne
- Place Michel-Rocard
- Rue Monsieur
- Rue de Montalembert
- Rue de Monttessuy

### N
- Haut – A
- B
- C
- D
- E
- F
- G
- H
- I
- J
- K
- L
- M
- N
- O
- P
- Q
- R
- S
- T
- U
- V
- W
- X
- Y
- Z

- Rue de Narbonne

### O
- Haut – A
- B
- C
- D
- E
- F
- G
- H
- I
- J
- K
- L
- M
- N
- O
- P
- Q
- R
- S
- T
- U
- V
- W
- X
- Y
- Z

- Avenue Octave-Gréard
- Rue d'Olivet
- Quai d'Orsay
- Impasse Oudinot
- Rue Oudinot

### P
- Haut – A
- B
- C
- D
- E
- F
- G
- H
- I
- J
- K
- L
- M
- N
- O
- P
- Q
- R
- S
- T
- U
- V
- W
- X
- Y
- Z

- Place du Palais-Bourbon
- Allée Paul-Deschanel
- Rue Paul-et-Jean-Lerolle
- Impasse Paul-Louis-Courier
- Rue Paul-Louis-Courier
- Rue Pérignon
- Rue Perronet
- Place Pierre-Laroque
- Rue Pierre-Leroux
- Avenue Pierre-Loti
- Rue Pierre-Villey
- Rue de Poitiers
- Rue du Pré-aux-Clercs
- Place du Président-Édouard-Herriot
- Place du Président-Mithouard

### R
- Haut – A
- B
- C
- D
- E
- F
- G
- H
- I
- J
- K
- L
- M
- N
- O
- P
- Q
- R
- S
- T
- U
- V
- W
- X
- Y
- Z

- Avenue Rapp
- Square Rapp
- Boulevard Raspail
- Allée des Refuzniks
- Place René-Char
- Place René-Laennec
- Place de la Résistance
- Rue Robert-Esnault-Pelterie
- Avenue Robert-Schuman
- Square de Robiac
- Rue Rousselet
- Pont Royal

### S
- Haut – A
- B
- C
- D
- E
- F
- G
- H
- I
- J
- K
- L
- M
- N
- O
- P
- Q
- R
- S
- T
- U
- V
- W
- X
- Y
- Z

- Rue Saint-Dominique
- Boulevard Saint-Germain
- Rue Saint-Guillaume
- Rue de Saint-Simon
- Port des Saints-Pères
- Rue des Saints-Pères
- Place Saint-Thomas-d'Aquin
- Rue Saint-Thomas-d'Aquin
- Place Salvador-Allende
- Rue Savorgnan-de-Brazza
- Avenue de Saxe
- Villa de Saxe
- Rue Sébastien-Bottin
- Rue Sédillot
- Square Sédillot
- Avenue de Ségur
- Villa de Ségur
- Rue de Sèvres
- Avenue Silvestre-de-Sacy
- Place Simone-Michel-Lévy
- Port de Solférino
- Rue de Solférino
- Esplanade du Souvenir-Français
- Avenue de Suffren
- Port de Suffren
- Avenue Sully-Prudhomme
- Rue Surcouf
- Place de Sydney

### T
- Haut – A
- B
- C
- D
- E
- F
- G
- H
- I
- J
- K
- L
- M
- N
- O
- P
- Q
- R
- S
- T
- U
- V
- W
- X
- Y
- Z

- Rue de Talleyrand
- Allée Thomy-Thierry
- Avenue de Tourville

### U
- Haut – A
- B
- C
- D
- E
- F
- G
- H
- I
- J
- K
- L
- M
- N
- O
- P
- Q
- R
- S
- T
- U
- V
- W
- X
- Y
- Z

- Passage de l'Union
- Rue de l'Université

### V
- Haut – A
- B
- C
- D
- E
- F
- G
- H
- I
- J
- K
- L
- M
- N
- O
- P
- Q
- R
- S
- T
- U
- V
- W
- X
- Y
- Z

- Rue Valadon
- Quai Valéry-Giscard-d'Estaing
- Impasse de Valmy
- Cité Vaneau
- Rue Vaneau
- Cité de Varenne
- Rue de Varenne
- Place Vauban
- Rue Velpeau
- Rue de Verneuil
- Passage de la Vierge
- Avenue de Villars
- Rue de Villersexel
- Passage de la Visitation
- Quai Voltaire

### Y
- Haut – A
- B
- C
- D
- E
- F
- G
- H
- I
- J
- K
- L
- M
- N
- O
- P
- Q
- R
- S
- T
- U
- V
- W
- X
- Y
- Z

- Promenade Yehudi-Menuhin[1]